# Yves de Pontsal
Yves de Pontsal ( - 7 janvier 1476), est un prélat français, évêque de Vannes.

## Biographie
Yves de Pontsal est né à une date inconnue au château de Pont-Sal (paroisse de Plougoumelen).
Religieux dominicain puis trésorier et doyen de l'église de Vannes, après la mort de Jean Validire vers 1444/1448, il est élu par le chapitre de chanoines évêque de Vannes . Il se voit opposé en juillet 1450 par la pape un candidat en la personne de Jean Prigent  transféré du siège de Saint-Brieuc qui doit renoncer à cette mutation. Yves de Pontsall est également vice-chancelier de Bretagne de 1451 à 1457 et demeure ensuite évêque de Vannes jusqu'à sa mort en 1476. 
Il demande et obtient en 1456 du pape Calixte III la canonisation de Vincent Ferrier, dont les reliques sont conservées en la cathédrale Saint-Pierre de Vannes. C'est le cardinal de Coëtivy qui est dépêché pour la messe de canonisation.

## Sources
- Pierre-Hyacinthe Morice, Delaguette, Histoire ecclesiastique et civile de Bretagne: composée sur les auteurs et les titres originaux, ornée de divers monumens... par Dom Pierre-Hyacinthe Morice,... Tome premier [-second], 1756